# Lewisburg (Tennessee)
Lewisburg é uma cidade localizada no estado norte-americano de Tennessee, no Condado de Marshall.

## Demografia
Segundo o censo norte-americano de 2000, a sua população era de 10.413 habitantes.
Em 2006, foi estimada uma população de 10.834, um aumento de 421 (4.0%).

## Geografia
De acordo com o United States Census Bureau tem uma área de
30,3 km², dos quais 30,3 km² cobertos por terra e 0,0 km² cobertos por água. Lewisburg localiza-se a aproximadamente 237 m acima do nível do mar.

## Localidades na vizinhança
O diagrama seguinte representa as localidades num raio de 32 km ao redor de Lewisburg.